# أوبلاست (تقسيم إداري)

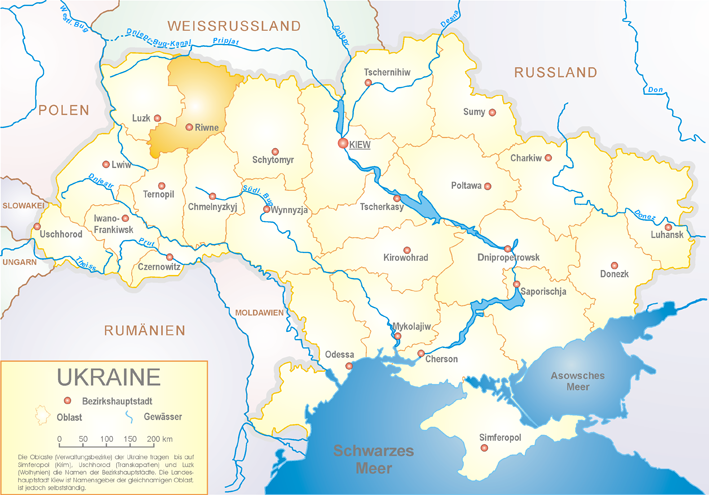
صورة لتقسيم أوبلاستات أوكرانيا قبل الغزو الروسي.

المقاطعة أو الأوبلاست أو الأُبلَست (بالروسية:Область) هي كلمة روسية تعني «منطقة» وتشير إلى محافظة أو مقاطعة من حيث التقسيم الإداري، وهي أكثر الكيانات شيوعا في روسيا الاتحادية. يعين حاكمها من قبل السلطات الفدرالية، ومجلس تشريعها ينتخب محلياً، التقسيم الفرعي للأوبلست هو الـ رايون، يستخدم اللفظ أيضا في عدة دول في أوروبا الشرقية كأوكرانيا ويوغسلافيا وروسيا البيضاء.

## مواضيع متعلقة
- أوبلاستات روسيا